# Vriesea atra
Vriesea atra är en gräsväxtart som beskrevs av Carl Christian Mez. Vriesea atra ingår i släktet Vriesea och familjen Bromeliaceae. Inga underarter finns listade i Catalogue of Life.